# Luisana Pérez (deportista)
Luisana Pérez (Caracas, Venezuela, 24 de agosto de 1976) es una jugadora de tenis de mesa venezolana. Compitió en los Juegos Olímpicos de 2000 y en los Juegos Olímpicos de 2004.